# Belgique aux Jeux olympiques d'été de 1996
La Belgique participe aux Jeux olympiques d'été de 1996 à Atlanta aux États-Unis. Il s'agit de sa 21e participation à des Jeux d'été. 
Il y remporte six médailles : deux en or, deux en argent et deux en bronze, se situant à la vingt-et-unième place des nations au tableau des médailles. Le pongiste Jean-Michel Saive est le porte-drapeau d'une délégation belge comptant 61 sportifs (41 hommes et 20 femmes).

## Médaillés
| Médaille | Nom                    | Sport    | Compétition    |
| -------- | ---------------------- | -------- | -------------- |
| Or       | Ulla Werbrouck         | Judo     | 66 - 72 kg     |
| Or       | Frederik Deburghgraeve | Natation | 100 m brasse   |
| Argent   | Gella Vandecaveye      | Judo     | 56 - 61 kg     |
| Argent   | Sébastien Godefroid    | Voile    | Finn           |
| Bronze   | Harry Van Barneveld    | Judo     | plus de 100 kg |
| Bronze   | Marisabel Lomba        | Judo     | 52 - 56 kg     |